# Seychelles
Seychelles; francès: [sɛʃɛl]), oficialment la República de Seychelles (francès: République des Seychelles; Crioll: La Repiblik Sesel), és un país insular arxipelàgic de l'oceà Índic a l'extrem oriental del mar de Somàlia. Consta de 115 illes. La seva capital i ciutat més gran, Victoria, té 1,500 quilometres (932 mi) est de l'Àfrica continental. Altres països i territoris insulars propers inclouen les Comores, Madagascar, Maurici i les regions franceses d'ultramar de Mayotte i Reunió al sud; i Maldives i l'arxipèlag de Txagos (administrat pel Regne Unit com a Territori Britànic de l'Oceà Índic) a l'est. La seva població estimada de 98.462 persones, la més petita de qualsevol país africà sobirà.
Està constituïda per un arxipèlag de 115 illes, la principal de les quals és Mahé (on hi ha la capital, Victòria), que es troben a l'est del continent africà i al nord-est de Madagascar. Altres estats o dependències insulars propers són Maurici i Reunió al sud, les Comores al sud-oest i les Maldives al nord-est.
El punt més alt de les Seychelles és el Morne Seychellois (906 metres) situat a l'illa principal de Mahé.

## Biogeografia
Part de les Seychelles estan incloses en l'ecoregió terrestre anomenada Seychelles Granítiques.
Les illes Seychelles són un arxipèlag d'illes que durant milers d'anys van romandre solitàries i sense població. Se suposa que els primers que hi van arribar van ser àrabs musulmans. Durant el període d'expansió del món musulmà nombrosos comerciants àrabs van fer servir aquestes illes com a punts d'escala per als seus trajectes. En una carta apareixen amb el nom de Zarin (del persa zarrim = daurat). El nom de l'illa d'Aldabra derivaria de Jazira al-Khadra (Illa Verda). Hi ha un petit cementiri musulmà a Anse Lascar, a Silhouette, però sembla que és relativament modern.
A cent quilòmetres al nord de Mahé hi ha la Bird Island, una àrea protegida que és el refugi de les aus marines. Només alberga uns quants bungalows, entre cocoteres, i un mirador, acondicionats per observar el ballet de les 112 espècies catalogades a l'illa.

## Història

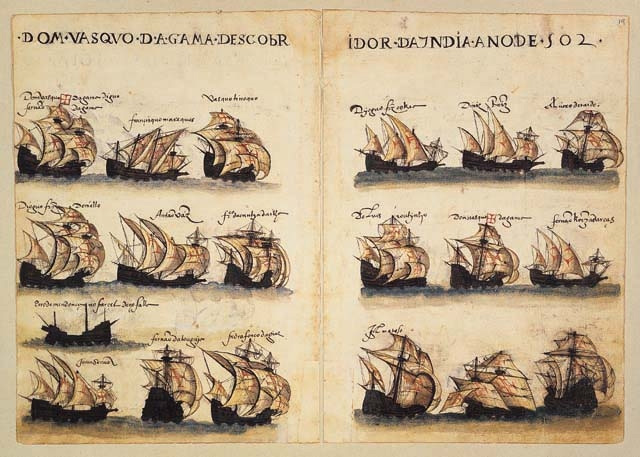
Els primers europeus a descobrir les Seychelles van ser la 4a Armada portuguesa de l'Índia, dirigida per Vasco da Gama.

Durant els primers anys del segle xvi, els portuguesos van ser els primers europeus que arribaren en aquestes illes. És probable que aquesta arribada fos accidental, ja que segons sembla, els exploradors portuguesos van albirar per sorpresa les illes mentre cercaven noves rutes per fer cap a les Índies.
Les Seychelles van estar deshabitades al llarg de la major part de la història registrada. Alguns estudiosos suposen que la gent de mar austronèsia i, més tard, els comerciants maldivians i àrabs van ser els primers a visitar les Seychelles deshabitades. Aquesta suposició es basa en el descobriment de tombes, visibles fins a 1910. El primer albirament registrat pels europeus va tenir lloc el 15 de març de 1503, enregistrat per Thomé Lopes a bord de Rui Mendes de Brito, part de la 4a Armada portuguesa de l'Índia comandada per l'almirall portuguès Vasco da Gama. Els vaixells de Da Gama van passar prop d'una illa elevada, probablement l'illa Silhouette i l'endemà l'illa Desroches. El primer desembarcament registrat va ser el gener de 1609, per part de la tripulació de l' Ascension dirigida pel capità Alexander Sharpeigh durant el quart viatge de la Companyia Britànica de les Índies Orientals.
Després dels portuguesos, els següents que hi van arribar van ser els francesos. Aquests, malgrat que hi van arribar a mitjan segle xviii, no s'hi van quedar gaire temps, ja que van passar a Anglaterra el 1756. A principis del segle xix els anglesos, després de diverses disputes amb els francesos durant el període napoleònic, es van quedar les illes de forma definitiva l'any 1814.
Com a punt de trànsit per al comerç entre Àfrica i Àsia, es deia que les illes eren utilitzades ocasionalment pels pirates fins que els francesos van començar a prendre el control a partir del 1756, quan el capità Nicholas Morphey va posar una pedra de possessió a Mahé. Les illes van rebre el nom de Jean Moreau de Séchelles, ministre de Finances de Lluís XV.
La fragata britànica Orfeo comandada pel capità Henry Newcome va arribar a Mahé el 16 de maig de 1794, durant la Guerra de la Primera Coalició. Es van elaborar termes de capitulació i l'endemà Seychelles es va rendir a Gran Bretanya. Jean Baptiste Quéau de Quincy, administrador francès de Seychelles durant els anys de guerra amb el Regne Unit, va declinar resistir-se quan van arribar els vaixells de guerra enemics armats. En el seu lloc, va negociar amb èxit l'estatus de capitulació a Gran Bretanya que va donar als colons una posició privilegiada de neutralitat.
Gran Bretanya finalment va assumir el control total sobre la rendició de Maurici el 1810, formalitzada el 1814 pel tractat de París. Seychelles es va convertir en una colònia de la Corona separada de Maurici el 1903. Les eleccions es van celebrar el 1966 i el 1970.

### Independència

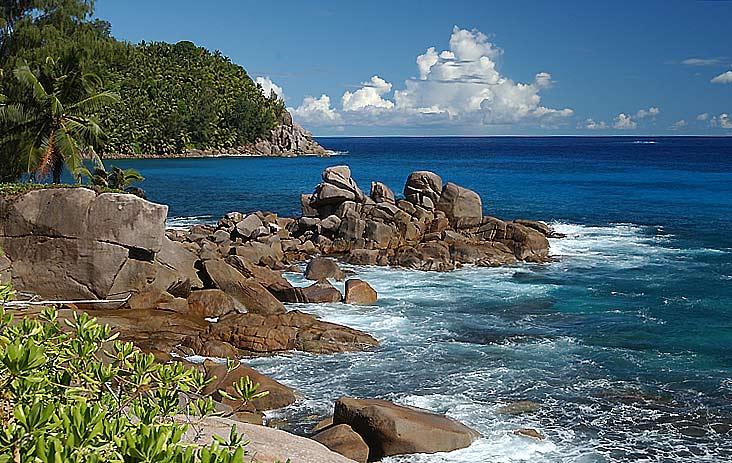
Illa de Mahé

La independència es va concedir el 1976 i es va convertir en una república al mateix temps. Ha estat membre de la Commonwealth. Als anys setanta, les Seychelles eren "el lloc on es veia, un parc infantil per a estrelles de cinema i el jet set internacional". El 1977, un cop d'estat de France-Albert René va destituir el primer president de la república, James Mancham. René va desanimar la dependència excessiva del turisme i va declarar que volia "mantenir les Seychelles per a les seychelles".
La constitució de 1979 va declarar un estat socialista d'un partit, que va durar fins al 1991.
Als anys vuitanta hi va haver una sèrie d'intents de cop contra el president René, alguns dels quals van ser recolzats per Sud-àfrica. El 1981, Mad Mike Hoare va dirigir un equip de 43 mercenaris sud-africans disfressats de jugadors de rugbi de vacances en l'intent de cop d'estat de 1981. Va haver-hi una batalla de pistoles a l'aeroport i la majoria dels mercenaris van escapar després en un avió Air India segrestat. El líder d'aquest segrest va ser el mercenari alemany D. Clodo, antic membre del SAS de Rodes. Posteriorment, Clodo va ser processat a Sud-àfrica (on va ser absolt), així com al seu país natal, Alemanya, per pirateria aèria.
El 1986, un intent de cop d'estat dirigit pel ministre de Defensa de les Seychelles, Ogilvy Berlouis, va provocar que el president René demanés ajuda a l'Índia. A l'operació Flowers are Blooming, el vaixell naval indi Vindhyagiri va arribar a Port Victoria per ajudar a evitar el cop d'estat.
El primer esborrany d'una nova constitució no va rebre el 60% necessari dels votants el 1992, però se'n va aprovar una versió modificada el 1993.
El gener de 2013, Seychelles va declarar l'estat d'excepció; el cicló tropical Felleng va provocar pluges torrencials i les inundacions i les esllavissades van destruir centenars de cases.
Després del violent cop d'estat del 1977, el president sempre va representar el mateix partit polític fins a les eleccions generals Seselis d'octubre del 2020, fet històric en què va guanyar el partit de l'oposició. Wavel Ramkalawan va ser el primer president que no va representar les Seychelles Unides (actual nom de l'antic Front Progressista Popular de les Seychelles).

## Organització administrativa
El territori de les Seychelles s'organitza en 25 districtes:
| - Anse aux Pins - Anse Boileau - Anse Etoile - Anse Royale - Au Cap - Baie Lazare - Baie Sainte Anne - Beau Vallon - Bel Air - Bel Ombre - Cascade - Glacis - Grand' Anse (Mahé) | - Grand' Anse (Praslin) - La Digue - La Rivière Anglaise - Les Mamelles - Mont Buxton - Mont Fleuri - Plaisance - Pointe La Rue - Port Glaud - Roche Caiman - Saint Louis - Takamaka |

## Economia
Des de la independència de les Seychelles el 1976, la producció per capita d'aquest petit arxipèlag va créixer set vegades si la comparem als nivells anteriors a la independència. El creixement ha estat impulsat pel sector turístic -que empra prop de 30% de la mà d'obra i proporciona més de 70% dels ingressos en moneda forta-, i per la pesca de la tonyina. Aquests darrers anys el govern ha incentivat la inversió estrangera amb la intenció de modernitzar els hotels i altres serveis.
Alhora el govern hi ha fet esforços per reduir la dependència del turisme, promovent la protecció de la natura (plantes i animals) i fomentant l'agricultura, la pesca i la fabricació en petita escala. El PIB va créixer entre 7% i 8% en el període 2006-2007 a causa d'un creixement del turisme i a l'expansió de les construccions d'hotels en aquest període. El creixement va patir una retracció de gairebé 9% el 2009 a causa de la caiguda del turisme.

## Demografia
- Població: 88.340 (2010, est.)
- Estructura d edat:

Mapa de les Seychelles

  - 0-14 anys: 26,4%(homes 10.839; dones 10.601)
  - 15-64 anys: 67,4% (homes 26.709; dones 28.025)
  - 65 anys o més: 6,2% (homes 1.622; dones 3.392)
- Taxa de creixement de la població: 0,43% (2005 est.)
- Taxa de natalitat: 16,22 naixements/1.000 habitants (2005 est.)
- Taxa de mortalitat: 6,34 morts/1.000 habitants (2005 est.)
- Taxa d'emigració: -5,54 emigrants/1.000 habitants (2005 est.)
- Taxa de mortalitat infantil 15,53 morts/1.000 nascuts vius (2005 est.)
- Esperança de vida en néixer:
  - total de la població: 71,82 anys
  - homes: 66,41 anys
  - dones: 77,4 anys (2005 est.)
- Taxa de fertilitat: 1,75 naixements/dona(2005 est.)

Religions: Catòlics 82,3%; anglicans 6,4%; adventistes del setè dia 1,1%; altres cristians 3,4%, hinduistes 2,1%; musulmans 1,1%;

## Idiomes
Seychelles té tres idiomes oficials (segons l'article 4 de la constitució):
- El crioll de les Seychelles, una llengua comuna amb una base lèxica francesa i llengua materna del 95% de la població i parlada pel 97%[20] de la població. Es diu que pren la seva base del crioll mascarí i està molt a prop del crioll de Maurici;
- L'anglès, llengua del segon colonitzador durant més d'un segle i mig, és parlat pel 60%[20] de la població i s'utilitza principalment en administració i negocis;
- El francès, llengua del primer colonitzador durant set dècades, parlada pels 30%[20] de la població (53% incloent francòfons parcials[21]), s'utilitza principalment en mitjans impresos, senyalització comercial i cerimònies religioses dominicals.

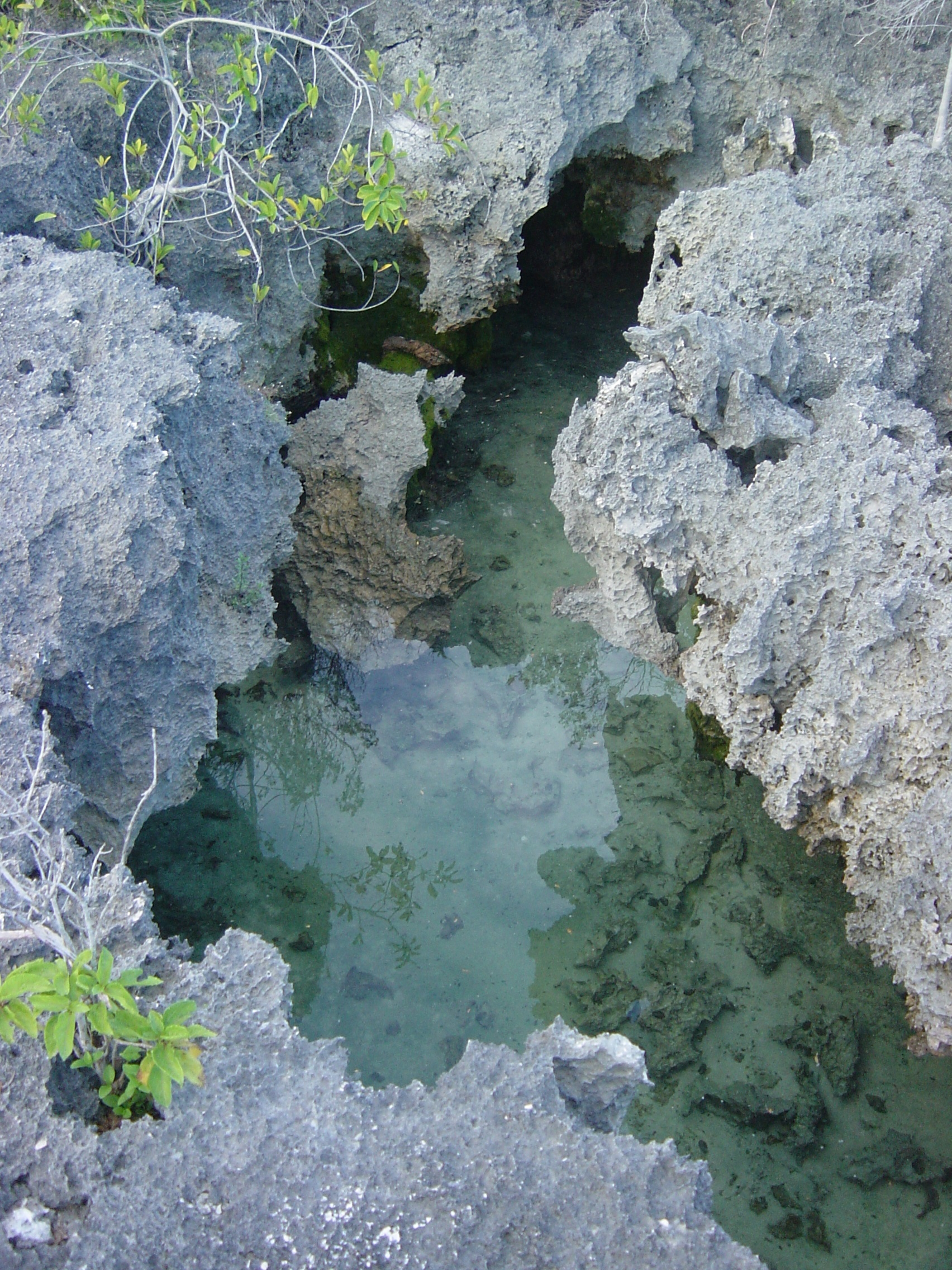
Aldabra
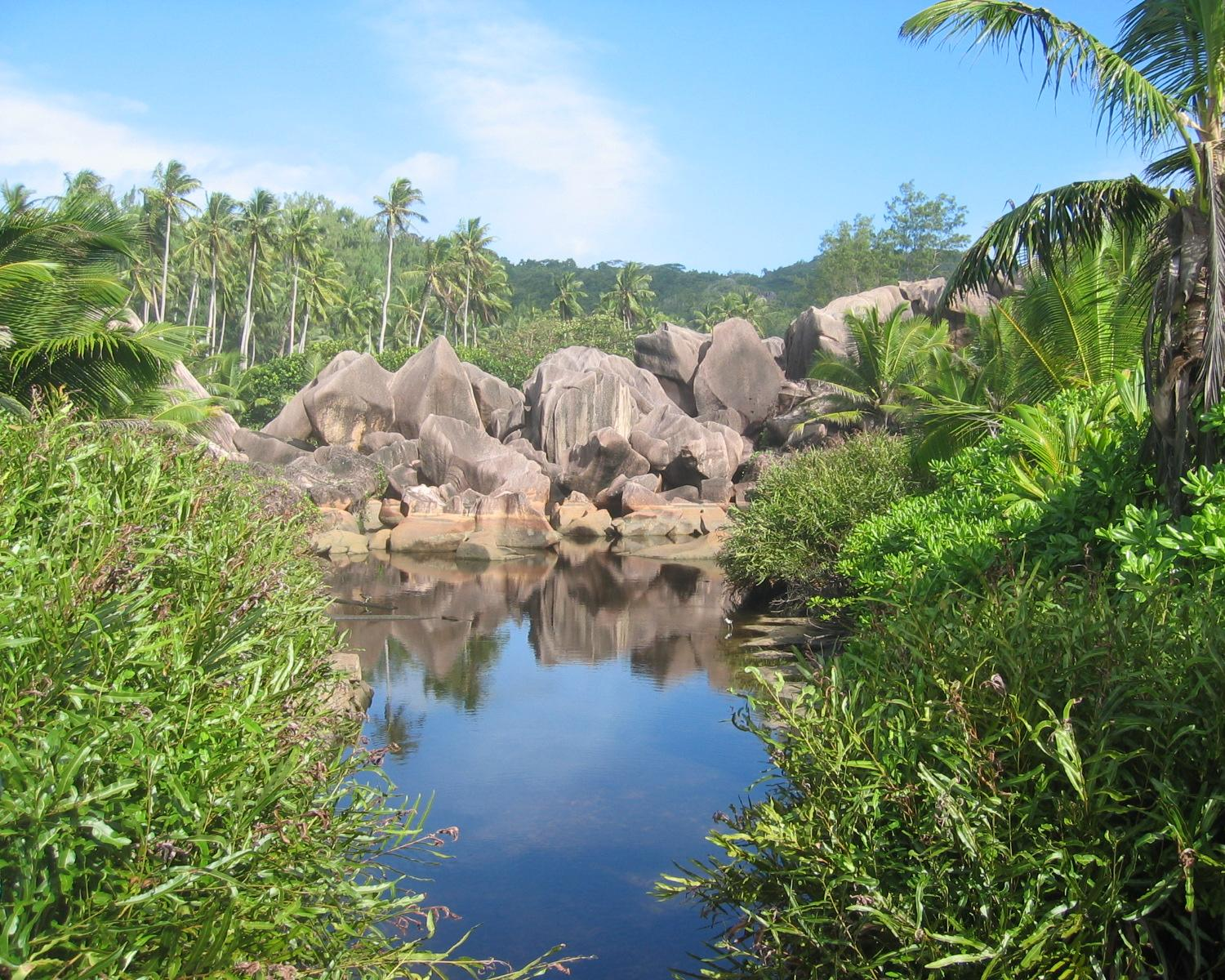
Paisatge de l'illa de La Digue a les Seychelles